# Bonanza Town
Bonanza Town è un film del 1951 diretto da Fred F. Sears.
È un western statunitense con Charles Starrett, Fred F. Sears, Luther Crockett e Myron Healey. Fa parte della serie di film western della Columbia incentrati sul personaggio di Durango Kid.

## Produzione
Il film, diretto da Fred F. Sears (che tra l'altro interpreta il personaggio di Henry Hardison) su una sceneggiatura di Barry Shipman e Bert Horswell, fu prodotto da Colbert Clark per la Columbia Pictures e girato nell'Iverson Ranch a Chatsworth, Los Angeles, California, dal 14 al 18 novembre 1950. Le sequenze in flashback furono prese dal film West of Dodge City di Ray Nazarro.

## Distribuzione
Il film fu distribuito negli Stati Uniti dal 26 luglio 1951 al cinema dalla Columbia Pictures.
Altre distribuzioni:
- in Brasile (Armadilha Sinistra)
- nel Regno Unito (Two-Fisted Agent)

## Promozione
Le tagline sono:
- STARRETT CUTS A KING-SIZE KILLER DOWN TO COFFIN-SIZE!
- Smiley cuts up as a barbarous barber!
- Charles STARRETT cracks down on a frame-up and Smiley BURNETTE bobs up as a barbarous barber!
- Charles "Hot Bullets" STARRET...can't be stopped and Smiley "Hot Ballads" BURNETTE can't be topped!